# Ripley (Ohio)
Ripley ist ein Village im Brown County im US-Bundesstaat Ohio. Es liegt am Ohio River, etwa 80 Kilometer südöstlich von Cincinnati entfernt an der Grenze zu Kentucky. Bei der Volkszählung 2010 hatte Ripley 1750 Einwohner.

## Geschichte

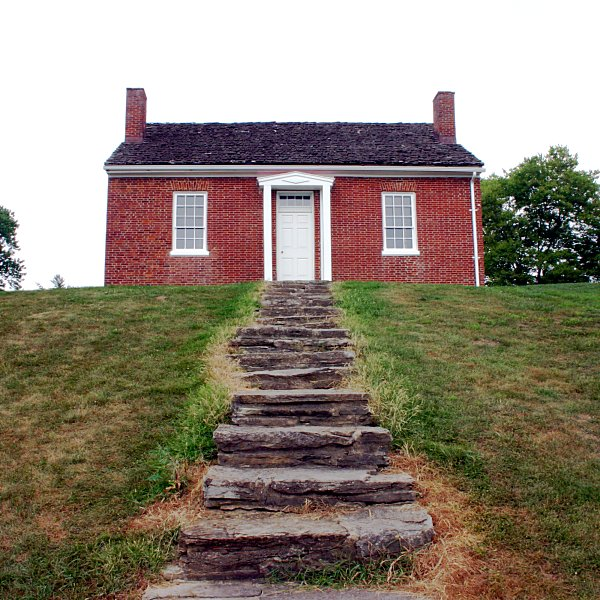
Haus von John Rankin

Colonel James Poage, ein Veteran der Amerikanischen Revolution erreichte 1804 die Gegend um das heutige Ripley. Poage diente im Amerikanischen Unabhängigkeitskrieg und erhielt für seinen Dienst etwa 4 km² Land im gerade erst gegründeten Bundesstaat Ohio. Als er sich auf dem ihm übertragenen Land niederließ, befreite er die aus Virginia mitgereisten Sklaven. 1812 gründeten sie das heutige Ripley, damals noch unter dem Namen Staunton. 1816 wurde sie dann zu Ehren von General Eleazer Wheelock Ripley nach ihm benannt.
Bedingt durch die Lage am Ohio River und der Nähe zum sklavenhaltenden Kentucky wurde Ripley schon bald nach der Gründung eine wichtige Station der nach Norden flüchtenden Sklaven auf der Underground Railroad. Wichtige Befürworter des Abolitionismus wohnten damals in der Stadt, darunter Alexander Campbell und John Rankin. 1822 zog es Rankin aus Kentucky nach Ripley, er erbaute auf einem Hügel am Ohio River ein Haus, von wo aus er den flüchtenden Sklaven mit Hilfe einer Laterne und einem Fahnenmast den Weg in die Freiheit zeigte. Das Wohnhaus ist heute eine National Historic Landmark.

## Demographie
Ausweislich der Statistik des United States Census Bureau ergab die Volkszählung 2010 eine Einwohnerzahl von 1750. Das Medianalter lag bei 45,1 Jahren. 77,9 Prozent der Bevölkerung haben mindestens einen High-School-Abschluss. Für das Village werden 1051 Wohneinheiten ausgewiesen. Das durchschnittliche Haushaltseinkommen liegt bei 33.603 US-Dollar. Das Census Bureau weist weiterhin aus, dass in Ripley zwei Personen leben, die im Ausland geboren worden sind. 22,8 Prozent der Bevölkerung leben unterhalb der Armutsgrenze. 119 Veteranen leben in Ripley.

## Söhne und Töchter der Stadt
- Frank T. Campbell (1836–1907), Politiker
- Russell Smith (1890–1966), Jazz-Trompeter und Sänger
- Steve Stivers (* 1965), Politiker, Mitglied des US-Repräsentantenhauses

## Mit der Stadt verbundene Persönlichkeiten
- Alexander Campbell (1779–1857), Politiker, Mitglied des US-Senats